# Erehof Zwolle (Windesheim)
Erehof Zwolle is gelegen op de begraafplaats van Windesheim. Tijdens de Tweede Wereldoorlog was Windesheim een onderdeel van de thans opgeheven gemeente Zwollerkerspel. Zwollerkerspel is in 1967 opgegaan in de gemeente Zwolle. Dit oorlogsgraf ligt in het midden van de begraafplaats en bevat één steen met daarop de volgende naam:
| Naam                        | Functie | Onderdeel | Sq                                | Overleden  | Leeftijd |
| --------------------------- | ------- | --------- | --------------------------------- | ---------- | -------- |
| Donald James Stanley Turner | Piloot  | 263 Sq    | Royal Air Force Volunteer Reserve | 26-12-1944 | 20       |

## Geschiedenis
Op 26 december 1944 voerden 12 vliegtuigen een actie uit om de spoorlijn Zwolle-Deventer te vernielen. Luitenant D.J.S. Turner nam deel aan die actie met zijn Hawker Typhoon MK 1B van het 263 Squadron. Zijn vliegtuig werd geraakt door de Duitse luchtafweer en ontplofte op een hoogte van 150 meter. Turner, de enige inzittende, was op slag dood. Hij werd begraven op de begraafplaats van Windesheim.

## Afbeeldingen

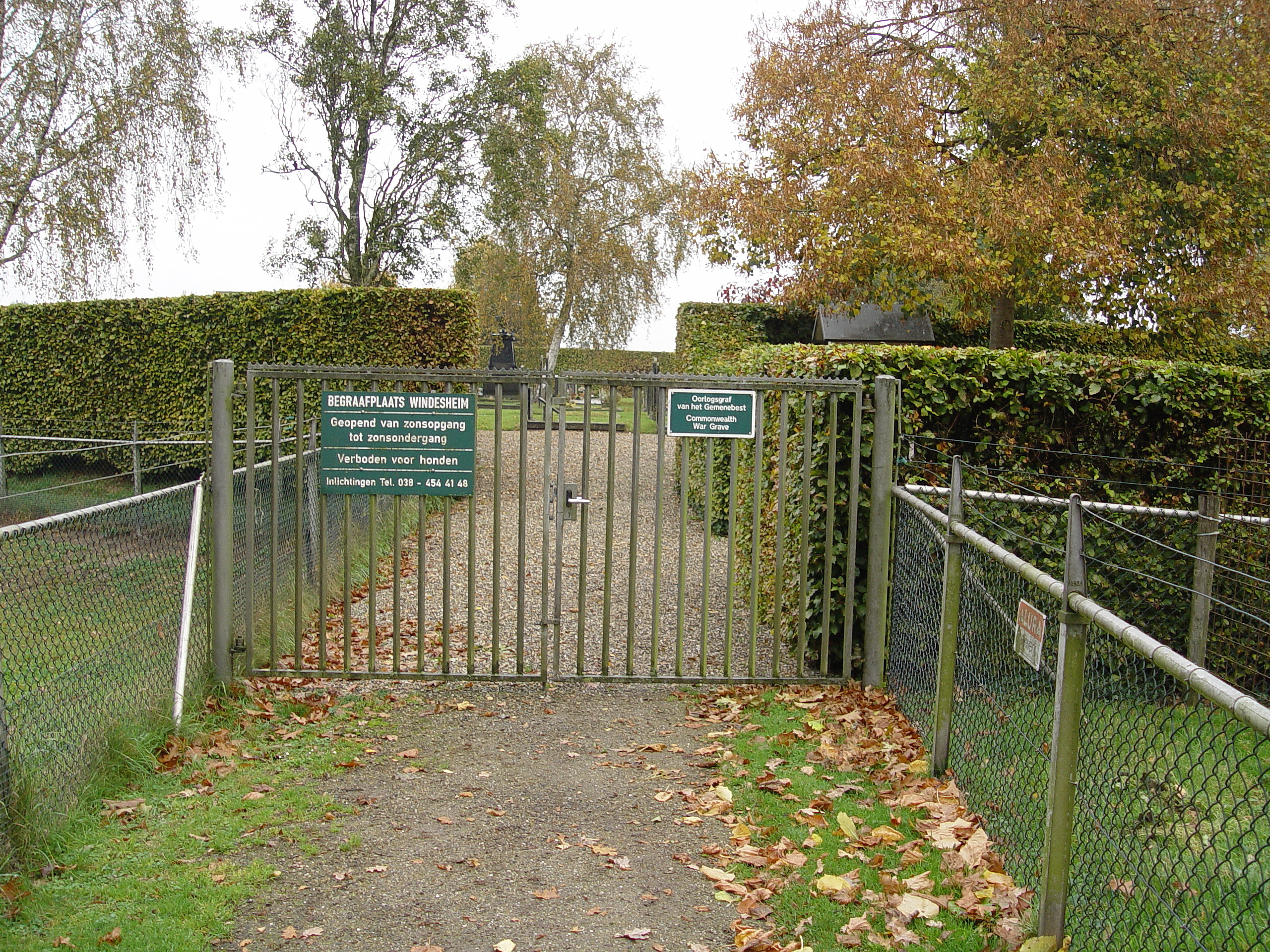
Ingang van de begraafplaats